# 3217 Seidelmann
3217 Seidelmann eller 1980 RK är en asteroid i huvudbältet som upptäcktes den 2 september 1980 av den amerikanske astronomen Edward L.G. Bowell vid Anderson Mesa Station. Den är uppkallad efter den amerikanske astronomen Paul K. Seidelmann.